# Bruggenmonument Zuidhorn
Het Bruggenmonument Zuidhorn is een monument in Zuidhorn, gemeente Westerkwartier, provincie Groningen.
De provincies Fryslân, Groningen en Rijkswaterstaat werkten aan de verbetering van de hoofdvaarweg Lemmer-Delfzijl, ter plaatse het Van Starkenborghkanaal geheten. De vaarweg werd dieper en breder gemaakt zodat grotere schepen in het kanaal zijn toegestaan. Voor de realisatie van dit doel werd in 2018 zowel de spoor- als verkeersbrug over dat kanaal vervangen. 
Op initiatief van de "Historisch Kring Zuidhorn" werden delen van de bruggen bewaard ter montage van een monument dat in 20 augustus 2021 onthuld werd door burgemeester Ard van der Tuuk. Het is opgebouwd uit metalen staanders, liggers en verbandhoeken met de karakteristieke klinknagels. Na de sloop van de bruggen werden stukken wel apart gehouden, maar deze dreigde toch zoek te geraken. Het monument is voorzien van een gedicht van Willem Tjebbe Oostenbrink en een plaquette met de achtergrondinformatie.
De oude bruggen waren de eerste bruggen over het van Starkenborghkanaal dat in de jaren 30 van de 20e eeuw is gegraven als werkloosheidsproject, de zogenaamde werkverschaffing.

## Galerij

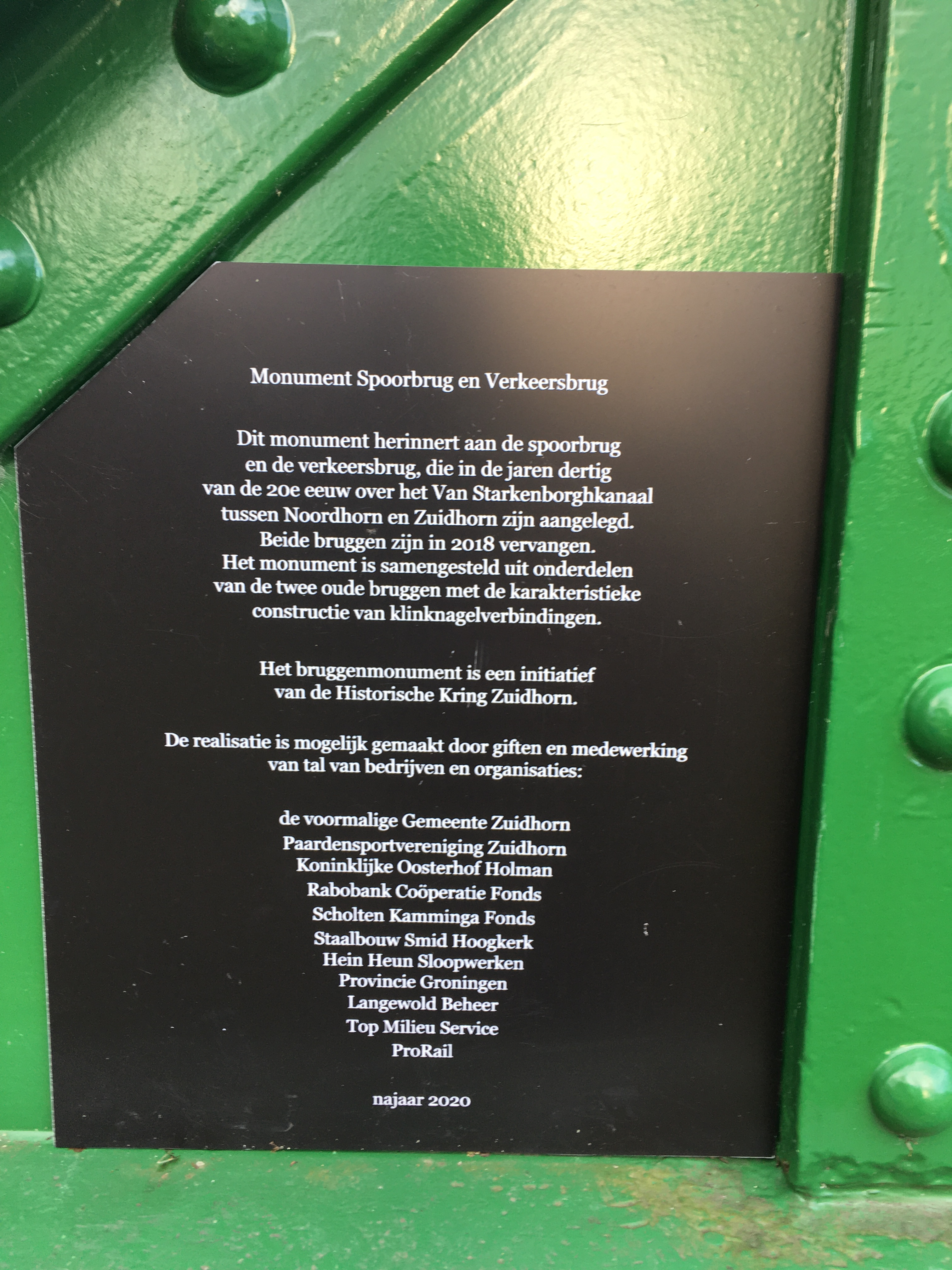
Plaquette met de achtergrondinformatie
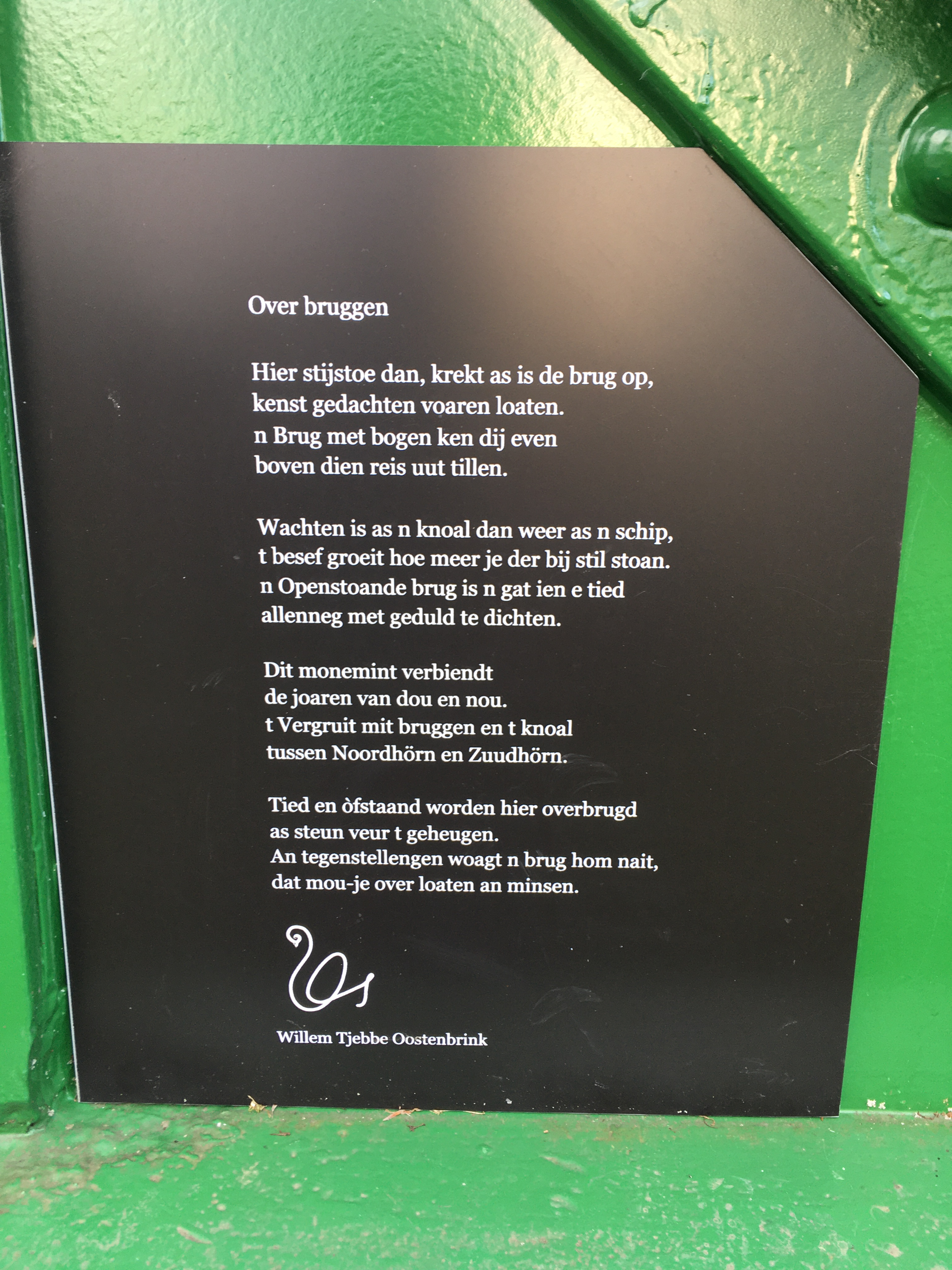
Gedicht als ode aan de oude bruggen